# Ilaria Salis
Ilaria Salis (ur. 17 czerwca 1984 w Mediolanie) – włoska nauczycielka i polityczka, deputowana do Parlamentu Europejskiego X kadencji.

## Życiorys
Ukończyła szkołę średnią w Monzy, a w 2005 historię na Uniwersytecie Mediolańskim. Na tej samej uczelni w 2021 uzyskała magisterium z literaturoznawstwa i historii starożytnej. Podjęła pracę w zawodzie nauczycielki.
Związana ze środowiskiem antyfaszystów. W lutym 2023 przebywała na Węgrzech, gdzie brała udział w kontrdemonstracji przeciwko obchodom tzw. dnia honoru, organizowanym przez węgierskie środowiska nacjonalistyczne i neonazistowskie. Została zatrzymana i następnie tymczasowo aresztowana; zarzucono jej napaść i przynależność do skrajnie lewicowej niemieckiej organizacji, uznawanej na Węgrzech za grupę przestępczą. Ilaria Salis nie przyznała się do sprawstwa. Sprawa po pewnym czasie została nagłośniona we Włoszech. W szczególności krytykowano, że kobietę doprowadzono do sądu w łańcuchu i kajdankach. Włoskie media zarzucały przetrzymywanie jej w niewłaściwych warunkach, czemu zaprzeczali przedstawiciele Węgier. W maju 2024 zastosowano wobec niej poręczenie majątkowe i areszt domowy.
Wystartowała w wyborach europejskich z czerwca 2024 z ramienia lewicowej koalicji AVS (formalnie z rekomendacji Sinistra Italiana). Uzyskała mandat posłanki do PE X kadencji w dwóch okręgach wyborczych, decydując się na jego objęcie z okręgu północno-zachodniego. W związku z tym wyborem została objęta immunitetem, co skutkowało w czerwcu 2024 uchyleniem stosowanego wobec niej aresztu domowego.